# 稲垣祥
稲垣 祥（いながき しょう、1991年12月25日 - ）は、東京都練馬区出身のプロサッカー選手。Jリーグ・名古屋グランパス所属。ポジションはミッドフィールダー（MF）。日本代表。

## 来歴

### プロ入り前
4歳の時にサッカーを始める。2004年、中学進学に併せて同年新設のFC東京U-15むさしへ加入。2006年には同期の重松健太郎、碓井鉄平、梅内和磨 と共に高円宮杯U-15で全国準優勝。山口隆文監督や天野賢一コーチの下で体格差をカバーする動き出し・ボールタッチを学んだが、主力に食い込むことは出来なかった。
U-18への昇格を果たせず、2007年に帝京高等学校へ進学。高校入学後に身長を伸ばし、2年時よりボランチに配される機会が増えていった。在学中、2度の全国高校選手権に出場したが、2008年度大会では自身のPK失敗により初戦敗退。主将として臨んだ2009年度大会では大会前に負った骨折の影響で出場時間が限られ、1得点を挙げたものの初戦敗退となった。
2010年、日本体育大学へ進学。1期先輩の新井純平とボランチでコンビを組み、鈴木政一監督の下で主体的にプレーすることで自身の長所を発揮する術を掴んだ。2年時には関東大学リーグ2部で優勝。１部昇格4年時には主将に就き、平野又三から背番号10を受け継いで、チームの心臓・大黒柱 として奮戦したが、攻撃陣の不発による2部降格を喫した。

### ヴァンフォーレ甲府
2014年より、ヴァンフォーレ甲府へ入団。抜群の持久力 と献身的なプレーで評価を掴み、攻守に駆け回った。2015年2nd第14節山形戦でJリーグ初得点を記録。甲府加入以来、粘り強い守備を買われシャドーでのプレーが主となっているが、自身はボランチを志望している。

### サンフレッチェ広島
2017年シーズン、サンフレッチェ広島へ完全移籍。10月11日、第30節の川崎フロンターレ戦では新監督のヤン・ヨンソンが「4-1-2-3」を採用し、インサイドハーフで存在感を発揮した。11月26日、第33節のFC東京戦では残留を決める得点を決めて勝利に貢献した。
2018年、広島のレギュラーに定着。高いボール奪取力と無尽蔵のスタミナで存在感を発揮した。
2019年、怪我などにより出遅れるもレギュラーに返り咲く。ホーム大分戦では、両チーム2位となる83本のパスで、パス成功率100%を記録。J1の試合で80本以上のパスを供給し、100%のパス成功率を記録したのは、2017年5月C大阪戦での森崎和幸(広島)以来だった。

### 名古屋グランパス
2020年シーズンより名古屋グランパスエイトへ完全移籍した。2020年シーズンは、全ての試合に出場し、最小失点と、チームの2012年以来9年ぶりのAFCアジアチャンピオンズリーグ出場に攻守に渡って大きく貢献した。2021年3月21日、第6節の鹿島アントラーズ戦では決勝点を決めて、その後日本代表に追加招集された。
2021年8月25日の北海道コンサドーレ札幌戦で2ゴールを決め、キャリアハイを更新した。
加入した2020年から全試合出場を続けており、2022年9月10日の第29節・ヴィッセル神戸戦で100試合連続出場を達成した。名古屋での100試合連続出場は楢﨑正剛・ランゲラックに続く3人目で、2023年シーズン中には楢﨑正剛の持つクラブ記録「123試合」も更新したが累積警告により最終節は出場停止となり、記録は「139試合」で途絶えた。

### 代表
2021年3月18日、国際親善試合およびFIFAワールドカップ2022カタールアジア2次予選兼AFCアジアカップ中国2023予選モンゴル代表戦のメンバーとして日本代表に初選出された。2021年3月30日モンゴル戦にて代表デビューを果たし、代表初ゴールをあげた。

## 所属クラブ
- 1998年 - 2001年 大泉西ハリケーン（練馬区立大泉西小学校）[13]
- 2002年 - 2003年 サウスユーベFC（練馬区立大泉西小学校）[13]
- 2004年 - 2006年 FC東京U-15むさし（練馬区立大泉西中学校）[13]
- 2007年 - 2009年 帝京高等学校
- 2010年 - 2013年 日本体育大学
- 2014年 - 2016年  ヴァンフォーレ甲府
- 2017年 - 2019年  サンフレッチェ広島
- 2020年 -  名古屋グランパスエイト

## 個人成績
| 国内大会個人成績 | 国内大会個人成績 | 国内大会個人成績 | 国内大会個人成績 | 国内大会個人成績 | 国内大会個人成績 | 国内大会個人成績 | 国内大会個人成績 | 国内大会個人成績 | 国内大会個人成績 | 国内大会個人成績 | 国内大会個人成績 |
| 年度             | クラブ           | 背番号           | リーグ           | リーグ戦         | リーグ戦         | リーグ杯         | リーグ杯         | オープン杯       | オープン杯       | 期間通算         | 期間通算         |
| 年度             | クラブ           | 背番号           | リーグ           | 出場             | 得点             | 出場             | 得点             | 出場             | 得点             | 出場             | 得点             |
| 日本             | 日本             | 日本             | 日本             | リーグ戦         | リーグ戦         | リーグ杯         | リーグ杯         | 天皇杯           | 天皇杯           | 期間通算         | 期間通算         |
| ---------------- | ---------------- | ---------------- | ---------------- | ---------------- | ---------------- | ---------------- | ---------------- | ---------------- | ---------------- | ---------------- | ---------------- |
| 2014             | 甲府             | 23               | J1               | 19               | 0                | 5                | 0                | 3                | 1                | 27               | 1                |
| 2015             | 甲府             | 23               | J1               | 29               | 1                | 5                | 0                | 2                | 0                | 36               | 1                |
| 2016             | 甲府             | 23               | J1               | 33               | 5                | 6                | 0                | 0                | 0                | 39               | 5                |
| 2017             | 広島             | 15               | J1               | 14               | 2                | 6                | 0                | 3                | 0                | 19               | 2                |
| 2018             | 広島             | 15               | J1               | 33               | 3                | 3                | 0                | 2                | 0                | 38               | 3                |
| 2019             | 広島             | 15               | J1               | 24               | 4                | 2                | 0                | 1                | 0                | 27               | 4                |
| 2020             | 名古屋           | 15               | J1               | 34               | 3                | 4                | 0                | -                | -                | 38               | 3                |
| 2021             | 名古屋           | 15               | J1               | 38               | 8                | 5                | 4                | 4                | 0                | 47               | 12               |
| 2022             | 名古屋           | 15               | J1               | 34               | 2                | 10               | 2                | 1                | 0                | 45               | 4                |
| 2023             | 名古屋           | 15               | J1               | 33               | 3                | 8                | 0                | 4                | 0                | 45               | 3                |
| 2024             | 名古屋           | 15               | J1               | 36               | 6                | 8                | 0                | 0                | 0                | 44               | 6                |
| 2025             | 名古屋           | 15               | J1               |                  |                  |                  |                  |                  |                  |                  |                  |
| 通算             | 日本             | 日本             | J1               | 327              | 37               | 62               | 6                | 20               | 1                | 409              | 44               |
| 総通算           | 総通算           | 総通算           | 総通算           | 327              | 37               | 62               | 6                | 20               | 1                | 409              | 44               |

| 国際大会個人成績 | 国際大会個人成績 | 国際大会個人成績 | 国際大会個人成績 | 国際大会個人成績 |
| 年度             | クラブ           | 背番号           | 出場             | 得点             |
| AFC              | AFC              | AFC              | ACL              | ACL              |
| ---------------- | ---------------- | ---------------- | ---------------- | ---------------- |
| 2019             | 広島             | 15               | 5                | 0                |
| 2021             | 名古屋           | 15               | 8                | 0                |
| 通算             | AFC              | AFC              | 13               | 0                |

- Jリーグ初出場 - 2014年3月1日 J1第1節・鹿島アントラーズ戦（国立競技場）
- 公式戦初得点 - 2014年8月20日 天皇杯3回戦・関西学院大学戦（山梨中銀スタジアム）

## タイトル

### クラブ
日本体育大学
- 関東大学サッカーリーグ戦2部（2011年）

名古屋グランパス
- Jリーグカップ：2回（2021年、2024年）

### 代表
- EAFF E-1サッカー選手権（2025年）

### 個人
- JリーグカップMVP：1回（2021年）
- Jリーグ優秀選手賞：1回（2021年）
- Jリーグベストイレブン：1回（2021年）
- Jリーグ月間MVP：1回（2021年2,3月）

## 代表歴

### 出場大会
- 日本代表
  - 2022 FIFAワールドカップ・アジア予選（2021年）
  - EAFF E-1サッカー選手権（2025年）

### 試合数
- 国際Aマッチ 4試合 3得点（2021年 - ）

| 日本代表 | 国際Aマッチ | 国際Aマッチ |
| 年       | 出場        | 得点        |
| -------- | ----------- | ----------- |
| 2021     | 1           | 2           |
| 2025     | 3           | 1           |
| 通算     | 4           | 3           |

### 出場
| No. | 開催日        | 開催都市 | スタジアム         | 対戦国   | 結果  | 監督   | 大会                                   |
| --- | ------------- | -------- | ------------------ | -------- | ----- | ------ | -------------------------------------- |
| 1.  | 2021年3月30日 | 千葉     | フクダ電子アリーナ | モンゴル | ○14-0 | 森保一 | 2022 FIFAワールドカップ・アジア2次予選 |
| 2.  | 2025年7月8日  | 龍仁     | 龍仁ミルスタジアム | 香港     | ○6-1  | 森保一 | EAFF E-1サッカー選手権2025             |
| 3.  | 2025年7月12日 | 龍仁     | 龍仁ミルスタジアム | 中国     | ○2-0  | 森保一 | EAFF E-1サッカー選手権2025             |
| 4.  | 2025年7月15日 | 龍仁     | 龍仁ミルスタジアム | 韓国     | ◯1-0  | 森保一 | EAFF E-1サッカー選手権2025             |

### ゴール
| No. | 開催日        | 開催都市 | スタジアム         | 対戦国   | 結果  | 大会                                   |
| --- | ------------- | -------- | ------------------ | -------- | ----- | -------------------------------------- |
| 1.  | 2021年3月30日 | 千葉     | フクダ電子アリーナ | モンゴル | ○14-0 | 2022 FIFAワールドカップ・アジア2次予選 |
| 2.  | 2021年3月30日 | 千葉     | フクダ電子アリーナ | モンゴル | ○14-0 | 2022 FIFAワールドカップ・アジア2次予選 |
| 3.  | 2025年7月8日  | 龍仁     | 龍仁ミルスタジアム | 香港     | ○6-1  | EAFF E-1サッカー選手権2025             |